# Hof bei Salzburg
Hof bei Salzburg ist eine Gemeinde im Land Salzburg im Bezirk Salzburg-Umgebung in Österreich mit 3625 Einwohnern (Stand 1. Jänner 2025).

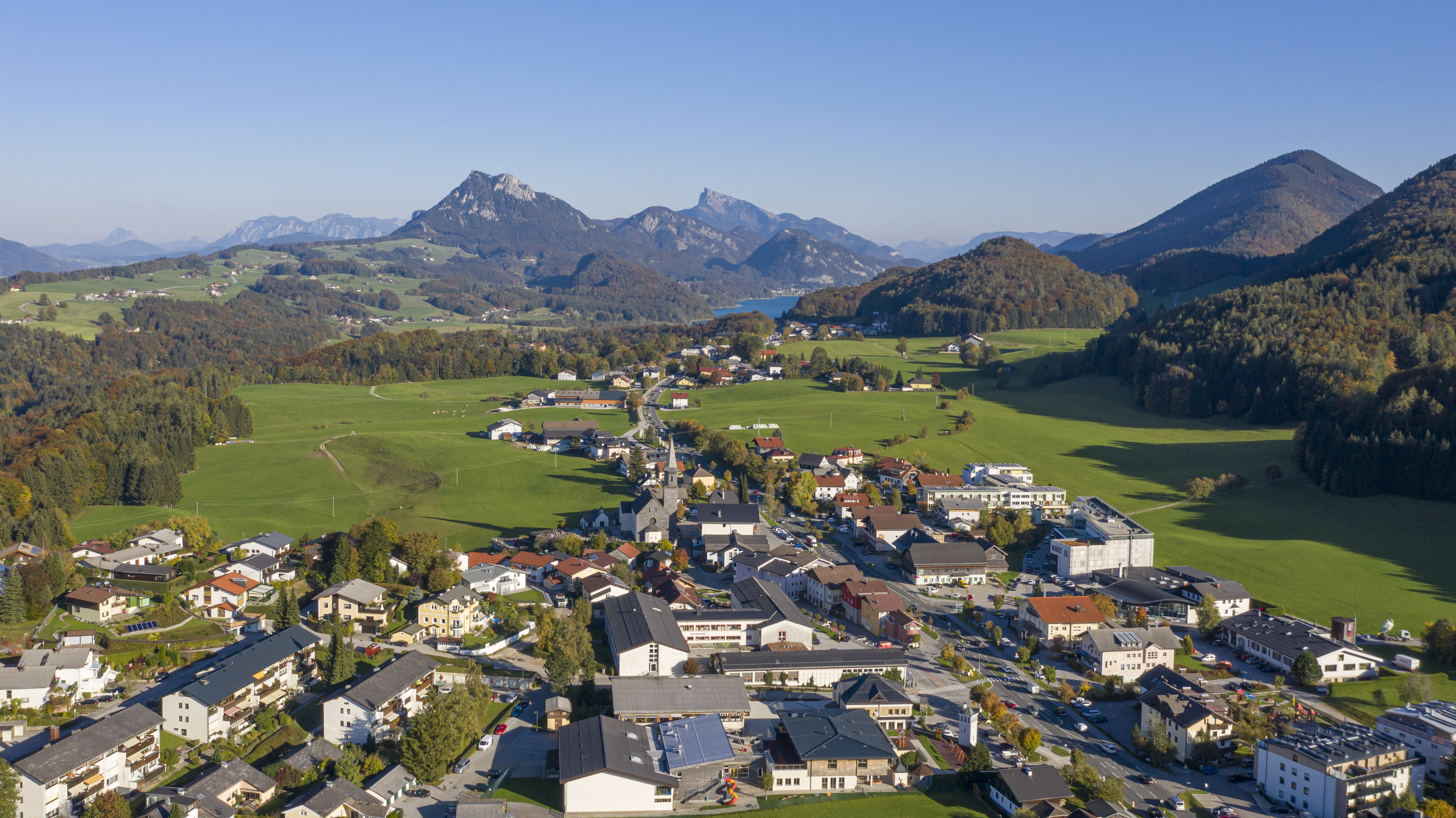
Panorama mit dem Fuschlsee, ganz im Hintergrund der Schafberg.

## Geografie
Die Gemeinde liegt im Flachgau im Salzburger Land östlich von Salzburg am Fuschlsee. Der tiefste Punkt der Gemeinde liegt bei 530 Meter an der Fuschler Ache im Norden. Die höchste Erhebung im Gemeindegebiet ist der Lidaun (1237 m). Die Gemeinde gehört zum Gerichtsbezirk Seekirchen am Wallersee und hat eine Fläche von 19,69 Quadratkilometer. Davon sind 35 Prozent landwirtschaftliche Nutzfläche und 53 Prozent sind bewaldet.

### Gemeindegliederung
Die Gemeinde besteht aus den Ortschaften Elsenwang, Gitzen, Hinterschroffenau (Lodagei), Hof und Vorderelsenwang. Katastralgemeinden sind Gitzen und Hof. Weitere Ortsteile sind Gäng, Lebach, Eggerhäuser, Haberbichl, Schlag, Schroffenau, Faistenauergraben, Haslau, Thann, Baderluck, Hallbach, Höfnerhäuser, Schwaighof, Schwarzmühle, Seestraße und Waldach.

### Nachbargemeinden
|        | Plainfeld                                   | Thalgau       |
| Koppl  | Kompassrose, die auf Nachbargemeinden zeigt | Fuschl am See |
| Ebenau |                                             | Faistenau     |

## Geschichte
Elsenwang, eine Ortschaft in Hof, findet in der Notitia Arnonis und in den Breves Notitiae Erwähnung als Ellesnawanc und Eselwanch. Ab 900 ist eine Besiedlung Hofs durch Einödhöfe nachweisbar, seit Mitte des 11. Jahrhunderts scheint auch eine zusammenhängende Siedlung bestanden zu haben. Insgesamt waren die Wälder um die Osterhorngruppe bis um 1300 gerodet worden, wodurch diese Gebiete nach und nach von Bauern besiedelt werden konnten. Allmählich verlor das freie Bauerntum dann allerdings seine Unabhängigkeit und wurde Adeligen und Gutsherren unterstellt. Laut Mondseer Chronik zerstörte im Jahre 1243 eine Heuschreckenplage die gesamte Ernte, was zu katastrophalen Lebensverhältnissen führte (siehe auch Europäische Wanderheuschrecke). Als der Salzburger Erzbischof Friedrich III. von Leibnitz in finanzielle Nöte geriet, insbesondere nach der ungünstig verlaufenen Schlacht bei Mühldorf, ließ er ab 1326 Steuern einheben. In den dafür aufgezeichneten Steuerbelegen sind viele der nach wie vor existierenden Liegenschaften Hofs gelistet. 1338 wurde Hof erneut von einer Heuschreckenplage heimgesucht zudem ab 1348/49 von der Pest, Umstände, die das Bevölkerungswachstum hemmten.
Um die Mitte des 14. Jahrhunderts kam die Bezeichnung Curia (lat.) für das heutige Gemeindegebiet in Gebrauch, seit dem 15. Jahrhundert ist der Name Hof üblich.
Erst zwischen 1500 und 1600 setzte wieder Bevölkerungszuwachs ein und es entwickelten sich Doppelhöfe und Weiler, 1505 wurde für die Bewohner eine Kirche erbaut. 1526 bestand die Angst vor dem Einmarsch Osmanischer Truppen, 1527 gesellte sich die Pest dazu, die bis 1582 unzählige Opfer forderte. Ab 1578 ist das Gebiet von Hof bei Salzburg und das Gebiet des Fuschlsees auf Karten verzeichnet. Unter Erzbischof Wolf Dietrich von Raitenau wurde eine Straße von Salzburg über Hof und St. Gilgen angelegt, um den Salz- und Eisenhandel nach Böhmen zu ermöglichen. Auf einer Setznagelkarte von 1640 findet man das Jagdschloss am Fuschlsee eingezeichnet und auf der Dückherkarte von 1666 prangt erstmals der Ortsname Hof. 1731/32 ordnete Erzbischof Firmian die Vertreibung der Protestanten aus dem Fürsterzbistum Salzburgan, wer blieb, musste sich zur katholischen Kirche bekennen und einer Bruderschaft beitreten. Zwischen 1740 und 1744 brachten schwere Unwetter eine Hungersnot über das Land.
Im oberen Stock des alten Pfarrhofs richtete man 1756 eine Schule ein, die ihren Sinn kaum erfüllen konnte, da die Bauern sich weigerten, ihre Kinder zur Schule zu schicken. Als Hof 1785 zum Vikariat erhoben wurde, entstanden auch Häuser- und Einwohnerlisten. Nach diesen zählte Hof 121 Häuser und 783 Einwohner. 1802 wurde der neue Friedhof bewilligt und eingeweiht.
Die bedeutendste Entwicklung für die bäuerliche Bevölkerung in Hof im 19. Jahrhundert ist die aus der Revolution 1848 hervorgegangene Auflösung der Grunduntertänigkeit, die sogenannte Grundablöse, auch Grundentlastung genannt. Die bisher den 16 verschiedenen Grundherrschaften in Hof untertänigen Bauern wurden durch Bezahlung eines Drittels (Barwert) des 20-jährigen Zinses Eigentümer der landwirtschaftlichen Güter, das zweite Drittel der Bezahlung übernahm der Kaiserstaat Österreich, auf das dritte Drittel musste die Grundherrschaft verzichten. 1859 brannten die Kirche, der Gasthof zur Post und einige andere umliegenden Häuser nach einem Blitzschlag ab. Der erste Gendarmerieposten in Hof wurde 1880 eröffnet, 1889 ein neues Pfarrhaus erbaut. Im Juli 1899 rollten die ersten Automobile durch Hof. Gewaltige Blitze setzen 1901 zwei Bauernhäuser und eine Alm in Brand. Auch die Hinterwaldachmühle wurde von einem Blitz getroffen, aber nicht in Brand gesteckt. Ab 1910 führte man nach langem Streit und nach einem Einspruch der Gemeindevertretung die Volksschule zweiklassig.
Nach dem Ersten Weltkrieg, als Petroleum Mangelware geworden war, entschlossen sich viele Hofer, ihre Häuser an das Stromnetz anzuschließen, das seit 1913 von Stern & Hafferl aufgebaut worden war. Die Hofer Sägewerke wurden von nun an auch mit Strom betrieben. 1936 ernannte man Otto von Habsburg zum Ehrenbürger von Hof bei Salzburg. Nach dem „Anschluss Österreichs“ besuchte Adolf Hitler 1939 das Schloss Fuschl, um sich dort mit Reichsaußenminister Joachim von Ribbentrop zu treffen. SS-Leute wollten kurz vor Kriegsende 1945 die Brückenpfeiler der Nesselgrabenbrücke sprengen, um so das Einrücken der amerikanischen Truppen zu verzögern. Zwei mutige Hofer versuchten die Sprengung zu verhindern und wurden dabei von SS-Leuten angeschossen, einer der beiden war sofort tot, der anderen erlag mehrere Tage danach seinen Verletzungen.
1950 erfolgte die Erneuerung des Kriegerdenkmals. Im Dachgeschoß des Hotels Schloss Fuschl brach 1951 ein Brand aus. Im gleichen Jahr erhielt die Gemeinde Hof den Namen „Hof bei Salzburg“. Die Wolfgangseestraße im Bereich Hof wurde im Jahr 1958 ausgebaut, die neu erbaute Volksschule 1960 eröffnet. Das neue Postamt und das Hauptschulgebäude konnte 1963 eröffnet werden, ein spektakulärer Raubüberfall auf das Postamt erschüttert 1976 die Gemeinde. Im gleichen Jahr wurde der Kindergarten eröffnet.
Die Salzburger Landesregierung verlieh der „Gemeinde Hof bei Salzburg“ 1978 ein Wappen, allerdings unter der nicht existenten Bezeichnung „Gemeinde Hof“, ein peinlicher Vorgang, der viel Spott hervorrief. „Hof bei Salzburg“ hat daher de jure kein Wappen, aber etwas zum Schmunzeln. Die Pfarrkirche erhielt 1981 eine neue Orgel, 1987 wurde ein neues Postamt offiziell eröffnet, 1989 das Gemeindezentrum mit Kindergarten, Freiwillige Feuerwehr und Gemeindeamt. 1990 stand ganz im Zeichen der ersten urkundlichen Erwähnung der Ortschaft „Elsenwang“ in den „Notitia Arnonis“ und den „Breves Notitiae“ (1200 Jahr-Feier). Die Reste eines Fundaments eines römischen Gutshofes konnten 1992 in Elsenwang freigelegt werden. 1993 erfolgte die Eröffnung des Sportzentrums Hof. Die Gendarmerie bezog 1995 ihren Posten im Haus Wolfgangseestraße 24, das Rote Kreuz die neue Dienststelle im ehemaligen „Gabelmachergut“, 1999 erfolgte die Eröffnung des Seniorenwohnheims „St. Sebastian“. Nach 3 Monaten Bauzeit konnte am 4. Jänner 2002 der neue Skilift „Nussbaumer“ eröffnet werden, 2004 der generalsanierte Naturbadestrand am Fuschlsee. Die „Gemeinde Hof bei Salzburg“ kaufte 2005 das Rauchhaus Mühlgrub vom Salzburger Museumsverein, der neue Bauhof ging 2006 in Betrieb, 2007 erfolgte die Sanierung der Pfarrkirche, bei der auch ein neuer Volksaltar konsekriert wurde.
Am 5. April 2013 wurde das Kultur- und Veranstaltungszentrum "K.U.L.T. " eröffnet, in dem mehrere Institutionen untergebracht sind wie z. B. das „Musikum Hof“, der "Kulturverein K.U.L.T. ", die „Trachtenmusikkapelle Hof bei Salzburg“, die öffentliche „Bibliothek Koppl-Hof“, die „Hofer Theaterspieler“, die „Hofsänger“, der „Heimatverein“ sowie die regionale Zweigstelle der „Volkshochschule“.

## Politik

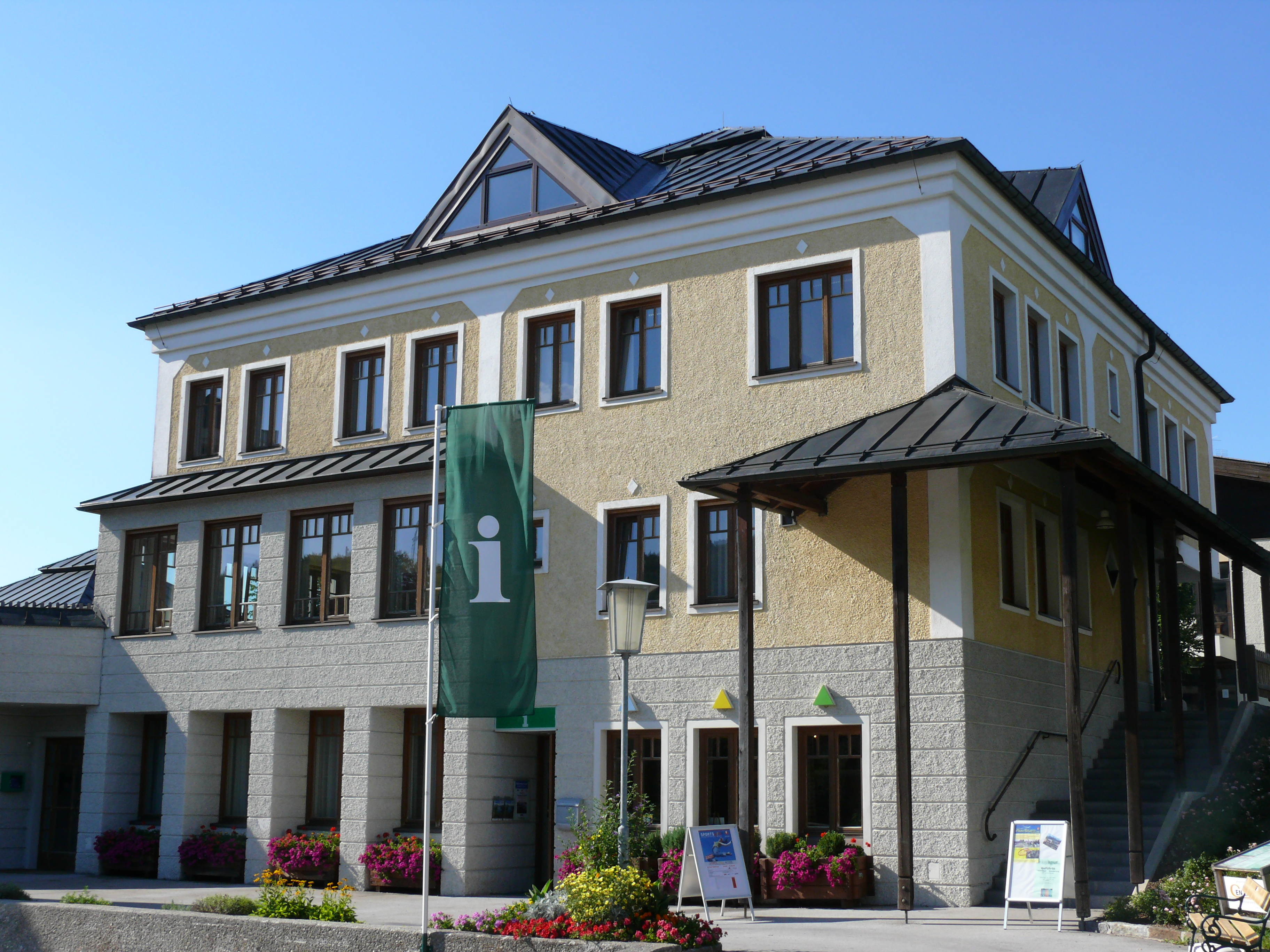
Gemeindeamt

### Gemeinderat
| Gemeinderatswahl 2024Wahlbeteiligung: 66,5 % 706050403020100 44,6 % (−17,3 %p)21,3 % (+1,1 %p)18,8 % (n. k. %p)15,3 % (+4,8 %p)n. k. % (−7,4 %p) ÖVPSPÖHUGFPÖHOF20192024 |

Die Gemeindevertretung hat insgesamt 21 Mitglieder.
- Mit den Gemeindevertretungs- und Bürgermeisterwahlen in Salzburg 2004 hatte die Gemeindevertretung folgende Verteilung: 13 ÖVP, 5 SPÖ, und 1 FPÖ.
- Mit den Gemeindevertretungs- und Bürgermeisterwahlen in Salzburg 2009 hatte die Gemeindevertretung folgende Verteilung: 12 ÖVP, 5 SPÖ, und 2 FPÖ.[3]
- Mit den Gemeindevertretungs- und Bürgermeisterwahlen in Salzburg 2014 hatte die Gemeindevertretung folgende Verteilung: 11 ÖVP, 4 Liste HOF, 3 SPÖ, und 1 FPÖ. (19 Mitglieder)[4]
- Mit den Gemeindevertretungs- und Bürgermeisterwahlen in Salzburg 2019 hatte die Gemeindevertretung folgende Verteilung: 14 ÖVP, 4 SPÖ, 2 FPÖ, und 1 Liste HOF.[5]
- Mit den Gemeindevertretungs- und Bürgermeisterwahlen in Salzburg 2024 hat die Gemeindevertretung folgende Verteilung: 10 ÖVP, 4 SPÖ, 4 HUG und 3 FPÖ.[6]

### Bürgermeister
- 1986–1996 Alexander Salzmann (ÖVP)[7]
- 1996–2013 Werner Berktold (ÖVP)[8]
- 2013–2025 Thomas Ließ (ÖVP)[9][10][11]

### Wappen
Das Wappen der Gemeinde ist: „In rotem Schild auf grünem Dreiberg ein silbernes Schloss mit goldenem Satteldach, an jeder Giebelseite mit einem goldenen Kreuzlein besetzt, hinter dem Dach ein silberner Zinnenturm mit goldenem Spitzdach, dahinter zwei aufwärtsgekreuzte silberne Pfeile.“
Zur Führung des Gemeindewappens sind laut Beschlüssen der Gemeindevertretung von Hof bei Salzburg berechtigt: die Prangerstutzenschützen Hof bei Salzburg, der Tourismusverband, die Hofer Jägerschaft und der Verein Hofer helfen Hofern.

## Kultur und Sehenswürdigkeiten

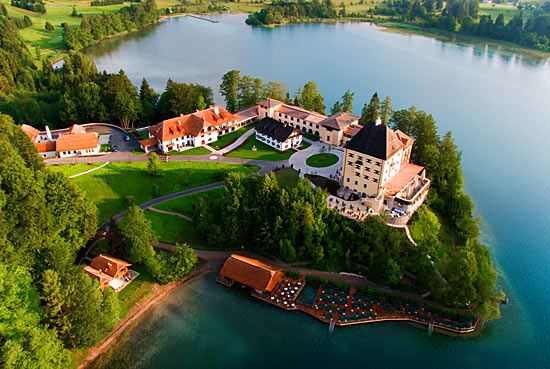
Schloss Fuschl

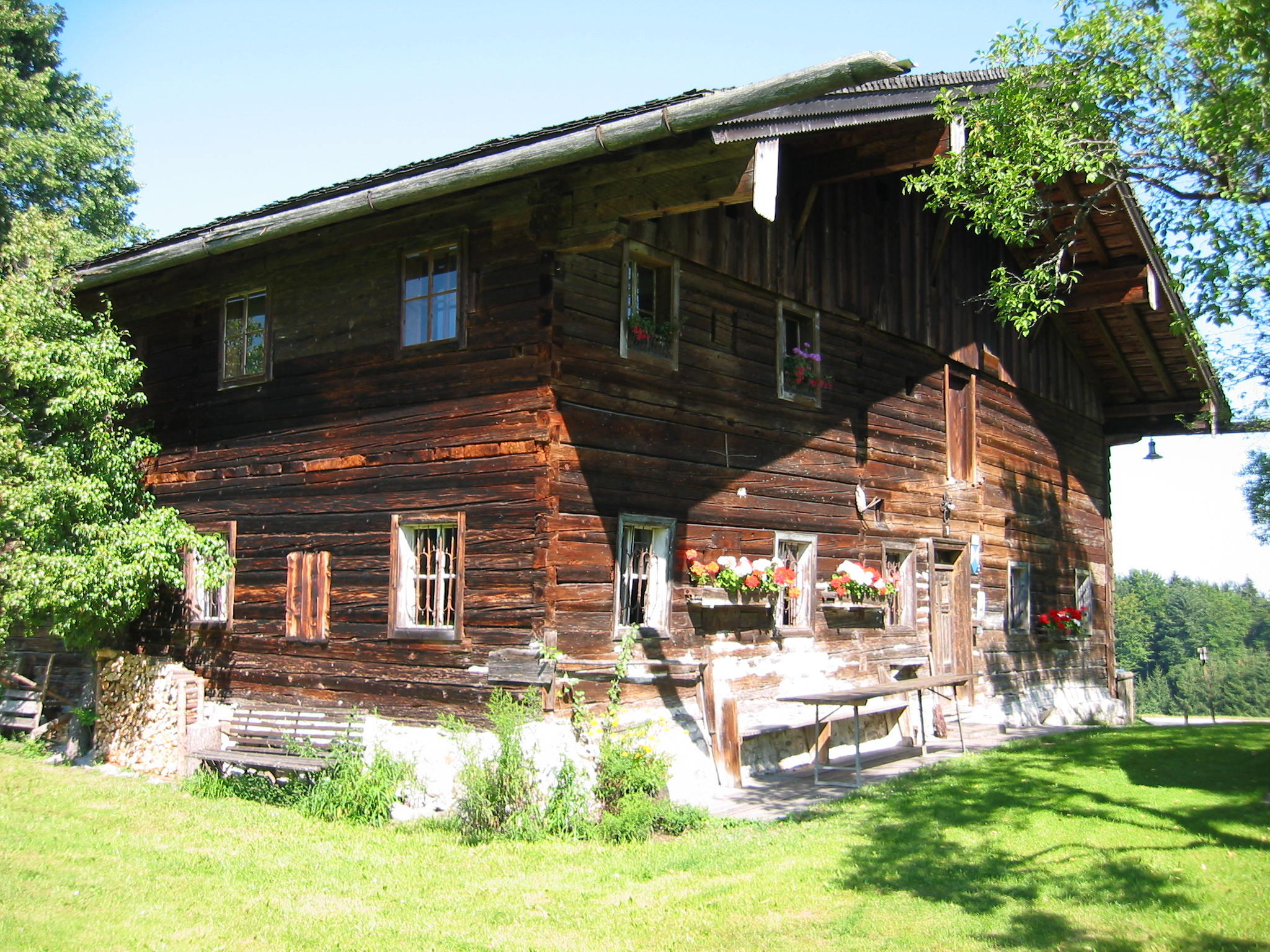
Denkmalhof Rauchhaus Mühlgrub

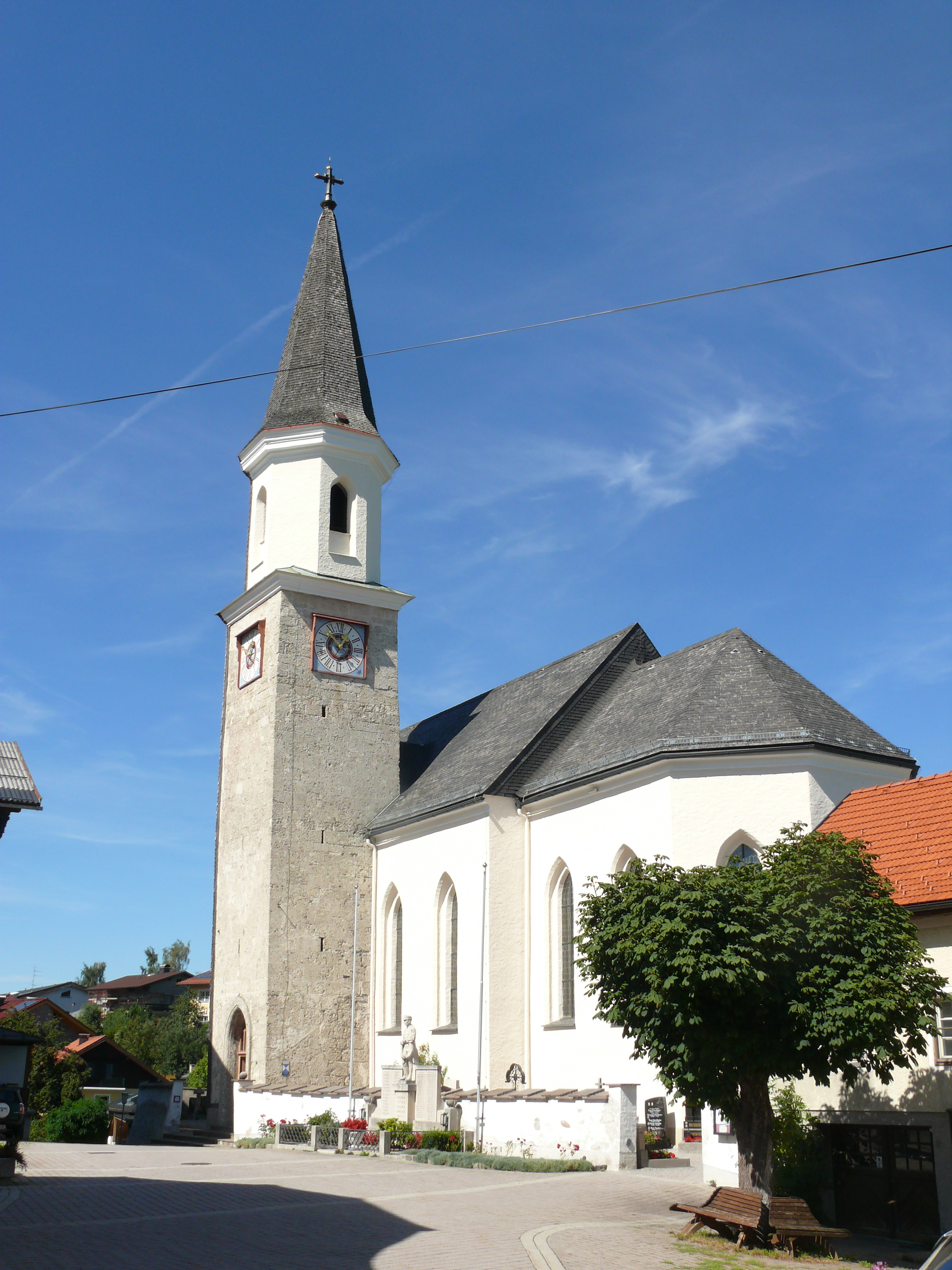
Katholische Kirche St. Sebastian

- Schloss Fuschl: Das Gebäude wurde als Jagdschloss für die Salzburger Erzbischöfe, die auch gleichzeitig Landesherren des reichsunmittelbaren Erzstiftes Salzburg waren, in der zweiten Hälfte des 15. Jhdts. errichtet. Erstmals erkannte man das Schloss Fuschl einwandfrei auf einer Landkarte von Setznagel um 1640. Bald wurde das Schloss dem Staat übergeben und verfiel zusehends. 1860 erwarb der königlich-bayrische Auditor Erl das Schloss und vererbte es 1894 seinem Sohn. Oberst Erl stattete das Schloss mit vielen wertvollen Gemälden aus, von denen der größte Teil seit der NS-Zeit unauffindbar ist. Von 1912 bis 1929 wechselte das Schloss ständig seine Besitzer. 1929 erwarb Baron Gustav Edler von Remiz den Besitz. Er wurde 1938 verhaftet und sein Besitz enteignet. Nach dem Krieg konnte man das Schloss nicht sofort an seine ursprünglichen Eigentümer zurückgeben, da es „Deutsches Eigentum“ war, und es stand amerikanischen Soldaten als Erholungsheim zur Verfügung. Um 1950/51 folgte die Umgestaltung des Schlosses in ein Hotel. 1958 erwarb Konsul D.A. Vogel aus München den Besitz und gestaltete ihn gemeinsam mit Frau Winnie Markus zu einem Luxushotel um. 1967 folgte der Umbau des Vorhaushofes zum heutigen Jagdhof. Hier richtete er auch das Jagdmuseum und das Pfeifenmuseum ein. 1976 wurde der ganze Besitz zur Versteigerung ausgeschrieben und ging an die Max-Grundig-Stiftung. 1981 wurde Schloss Fuschl unter Denkmalschutz gestellt. 1984 wurde daher der Naturbadestrand am Westufer durch Herrn Grundig an die Gemeinde Hof bei Salzburg geschenkt. Seit Januar 2001 befindet sich das Hotel Schloss Fuschl im Besitz von Herrn Stefan Schörghuber bzw. seit dessen Tod im Besitz seiner Erben. Im Herbst 2005 und im ersten Halbjahr 2006 wurde renoviert und umgebaut.
- Denkmalhof Rauchhaus Mühlgrub: Der Denkmalhof Rauchhaus Mühlgrub liegt auf dem Höhenrücken zwischen Hof und Thalgau und ist von Hof aus zu Fuß in einer halben Stunde erreichbar. Das Rauchhaus liegt, umgeben vom alten Obstgarten, unmittelbar an der neuen Straße und etwa 80 m vom neu erbauten Bauernhaus „Mühlgrub“ entfernt. Die erstmalige Nennung erfolgte im Lehensprotokoll des Erzbischofs Burkhard von Weißbriach (1461–1466) als Ritterlehen „Mulgrub“ des Salzburger Handelsmannes Caspar Venediger. Das Rauchhaus ist ein typischer Einhof (Wohnung, Stall, Bergräume in einem Mehrzweckgebäude vereint) mit ebenerdiger Mittertenne zwischen Wohn- und Stallteil (Mittertenn-Einhof). Die Bezeichnung Rauchhaus leitet sich vom Umstand ab, dass der Rauch von dem im „Haus“ (Hausflur) befindlichen offenem Herd ohne Schornstein abzieht. Oberhalb des offenen Herdes ist der „Feuerhut“ gegen Funkenflug angebracht. Über dem „Haus“ im Dachraum liegt die Bretterbühne mit Lucken als „Rauchboden“, auf dem Getreidegarben zur Nachtrocknung gelagert wurden.

- Pfarrkirche Sankt Sebastian: Die katholische Kirche geht auf das beginnende 16. Jahrhundert zurück und ist dem Heiligen Sebastian (20. Jänner) geweiht.
  - 1502: Einschiffige, gotische Hallenkirche mit spätgotischen Netzgewölben erstmals bezeugt
  - 1581: erste Orgel in der Kirche
  - 1640: Anschaffung eines Regals
  - 1720: neue Orgel mit 3 Registern von Egedacher[13]
  - 1784: Filialkirche von Thalgau
  - 1802: Einweihung des ersten Friedhofes
  - 1858: Eigene Pfarrei
  - 1859: Feuersbrunst: ein Blitzschlag zerstört einen Großteil der Kirche
  - 1860: Matthäus Mauracher d. Ä. stellt eine geschenkte Orgel auf, sie stammte von einem der Trompeterchöre des Salzburger Doms
  - 1878: Einweihung der neu errichteten Kirche durch Fürst-Erzbischof Albert Eder
  - 2002: Beginn Renovierungsarbeiten – Mauertrockenlegung, Kirchenheizung, Innenrenovierung (Rekonstruktion der ursprünglichen Innenmalerei von 1880)
  - Die Kirche hat vier Glocken. Töne: e'', g'', a''. Die Sterbeglocke erklingt im Ton d''.

- Das Kultur- und Veranstaltungszentrum K.U.L.T. wurde am 5. April 2013 eröffnet und beheimatet folgende Institutionen: den Verein K.U.L.T., das Musikum Hof, die Trachtenmusikkapelle Hof bei Salzburg, die öffentliche Bibliothek Koppl-Hof, die Hofer Theaterspieler, die Hofsänger und den Heimatverein. Es finden regelmäßig Kulturveranstaltungen statt.

### Vereine
- Bürgerfrauen Hof
- Elternverein Hof
- Freiwillige Feuerwehr
- Gesunde Gemeinde
- Heimatverein Hof
- Hinterschroffenauer Alphornbläser
- Hofer Theaterspieler
- Hofsänger
- Jägerschaft
- Kulturverein K.U.L.T.
- Kameradschaft Hof
- Katholisches Bildungswerk
- Katholische Frauenbewegung
- d´Lodageia – Tradition und Gemeinschaft im Ortsteil Hinterschroffenau
- Musikum Flachgau
- Ortsbauernschaft Hof
- Ortbäurinnen Hof
- Pfarramt Hof
- Pfarrgemeinderat
- Prangerstutzschützen
- Rotes Kreuz, Ortsstelle Hof
- Salzburger Bildungswerk, Zweigstelle Hof
- Schworzmüh Teifin
- Trachtenmusikkapelle
- Tourismusverband
- Union Sportklub

### Sport
Die Fußballerinnen des USK Hof spielten von 2008 bis 2013 in der ÖFB-Frauenliga, die die höchste Spielklasse in Österreich ist.

## Wirtschaft und Infrastruktur

### Bildung
- Volksschule
- Neue Mittelschule
- Kindergarten
- Kultur- und Veranstaltungszentrum K.U.L.T.
  - Öffentliche Bibliothek Hof-Koppl
  - Musikum Hof (Landesmusikschule von Salzburg)
  - Volkshochschule

### Städtepartnerschaften und Städtefreundschaften
Die Gemeinde Hof bei Salzburg unterhält Beziehungen zu Hof (Saale) und zu Hof (Westerwald) in Deutschland.

## Persönlichkeiten

### Ehrenbürger der Gemeinde
- Otto von Habsburg (1912–2011), Sohn des letzten österr. Kaisers Karl I. Abgeordneter zum Europäischen Parlament uva.
- Franz Ainz (1922–2007), ehem. Gemeindesekretär und Seniorenbundobmann der Ortsgruppe Hof bei Salzburg.
- Alexander Salzmann (* 1940)[14], ehem. Bürgermeister.
- Werner Berktold, ehem. Bürgermeister.

### Söhne und Töchter der Gemeinde
- Stefan Schlager (1891–1939), verdienstvoller Gendarmerie-Postenkommandant in Bad Gastein, Lebensretter, 1939 von NS-Schergen im KZ Mauthausen ermordet.
- Rosl Zapf (1925–2019), Opernsängerin (Mezzosopranistin), lebt im Seniorenheim Hof bei Salzburg.
- Franz Ainz (1922–2007), Gemeindesekretär, langjähriger, verdienstvoller Obmann des Seniorenbundes, regte erstmals die Errichtung eines Seniorenheimes in Hof an.
- Alois Roither (1929–2010), Strumeggbauer, Maurerpolier, langjähriger Organist der Pfarre Hof, ausgezeichnet mit dem Orden der hl. Rupert und Virgil u. a. Auszeichnungen, langjähriges Mitglied der Musikkapelle Hof u. a. Vereine, Mitglied der Gemeindevertretung, Ortsbauernobmann.
- Konrad Steindl (* 1955), Unternehmer, ehem. Vizebürgermeister von Plainfeld (ÖVP) und ehem. Nationalratsabgeordneter.
- Theresia Theurl (* 1956), seit 2000 Professorin für Volkswirtschaftslehre an der Westfälischen Wilhelms-Universität in Münster.

### Personen mit Beziehung zur Gemeinde
- Daniela Rosenegger (* 1966), Politikerin (ÖVP), Landtagsabgeordnete und Vizebürgermeisterin
- Lukas Knapp (* 1997), Sportkletterer